# トロピカーナ・フィールド
トロピカーナ・フィールド（Tropicana Field）は、アメリカ合衆国のフロリダ州セントピーターズバーグにあるドーム型スタジアム。
現在は、MLBタンパベイ・レイズ（旧デビルレイズ）の本拠地球場。1993年から1996年までは、NHLタンパベイ・ライトニングの本拠地だった。
現在、メジャーリーグで運用されている唯一の密閉式ドーム型スタジアムでもある。

## 概要
1990年に、フロリダ・サンコースト・ドーム（Florida Suncoast Dome）の名称で開場した。その後、サンダードーム（Thunderdome）を経て、1998年にトロピカーナ・プロダクツ社（Tropicana Products）のネーミングライツ（命名権）取得により、現在の名称であるトロピカーナ・フィールドとなった。
開場後はアイスホッケーやアメフトを始め、バスケットボールやテニス、自動車レースなど計16種目もの競技が行われていたが、1998年のデビルレイズの誕生に伴い、総工費約8500万ドルをかけて野球専用球場に生まれ変わった。野球専用化に伴い、選手の負担を考慮して最新式の人工芝（フィールドターフ）を導入し、ダイヤモンドを除く内野部分はアンツーカーへと改装された。2017年にはショー・スポーツ・ターフ社のTruHopに張り替えられている。

## 設備・アトラクション・演出
球場内には様々なレストランやショップがあり、その種類の多さから「モールパーク」と呼ばれることもある。レイズが勝利したときには、球場の屋根がオレンジ色にライトアップされる演出が施されており、地元のファンを楽しませている。
バックスクリーン前の外野席には、球団名の由来であるエイが入った巨大水槽があり、観客が直接触れて楽しめるようになっている。好評だったため、2008年に球団名が変わった後もそのまま残されることとなった。2007年6月24日、ドジャースのルイス・ゴンザレスがこの水槽に初めてホームランを打ち込んだ。レイズの選手ではホセ・ロバトンが2013年10月7日、ALDSの第3戦でレッドソックスの上原浩治からサヨナラホームランとなる「タンクヒット」を放っている。

## 主要な出来事
- 1999年8月7日 - ウェイド・ボッグスが通算3000安打を達成した。
- 2005年6月15日 - 野茂英雄が日米通算200勝を達成した[9]。
- 2008年10月22-23日 - ワールドシリーズ開催
- 2010年6月25日 - アリゾナ・ダイヤモンドバックスのエドウィン・ジャクソンが球場初のノーヒットノーラン（レイズ 0 - 1 ダイヤモンドバックス）[10]。1か月後の7月26日にはマット・ガーザがレイズ所属の投手としては初のノーヒットノーランを達成している（レイズ 5 -0 タイガース）[11]。
- 2015年5月1-3日 - 4月27日にボルチモア市で起こった人種差別に対する暴動の影響で、本来オリオール・パーク・アット・カムデン・ヤーズで行われる予定だったボルチモア・オリオールズ対レイズ3連戦を当球場でオリオールズ後攻で実施した。
- 2017年
  - 8月29-31日ヒューストンを直撃したハリケーン・ハービーの影響でミニッツメイド・パークでの試合開催が難しくなったため、当初は8月29日-31日にヒューストン・アストロズ対テキサス・レンジャーズ戦、9月1日-3日にアストロズ対ニューヨーク・メッツ戦が代替開催される予定[12]であったが、実際に当球場で実施されたのはレンジャーズ戦のみで、メッツ戦に関しては本拠地ミニッツメイド・パークに戻って試合をしたため当球場では開催されなかった。
  - 9月11-13日 前述とは逆に今度はレイズがタンパ のハリケーン・イルマの上陸を考慮されて当初は当球場で開催予定だったレイズ対ニューヨーク・ヤンキース戦がニューヨーク・メッツの本拠地シティ・フィールドで代替開催された[13]。
- 2019年6月14日　ロサンゼルス・エンゼルスの大谷翔平が日本人メジャーリーガー初のサイクルヒットを達成した[14]。
- 2020年12月、WWEサンダードーム（英語版）に改装され、WWEの常打ち会場となり[15]、TVマッチやPPV大会などの無観客試合の収録が2021年4月まで行われた[16]。
- 2024年1月27日、WWEがロイヤルランブルを開催[17]。
- 2024年10月9日、ハリケーン・ミルトンの影響で屋根が崩壊[18][19]。フィールド内では救助隊員や州兵などが寝泊まりできるよう約1万人分の簡易ベッドを敷き詰めていたが[20]、崩壊時はほぼ無人で死傷者はいなかった[18][21]。この影響で2025年3月下旬のMLB開幕戦は実施できない見込みとなり[22]、レイズはジョージ・M・スタインブレナー・フィールドを暫定本拠地として使用する[23]。